# Nicolò Gabrielli

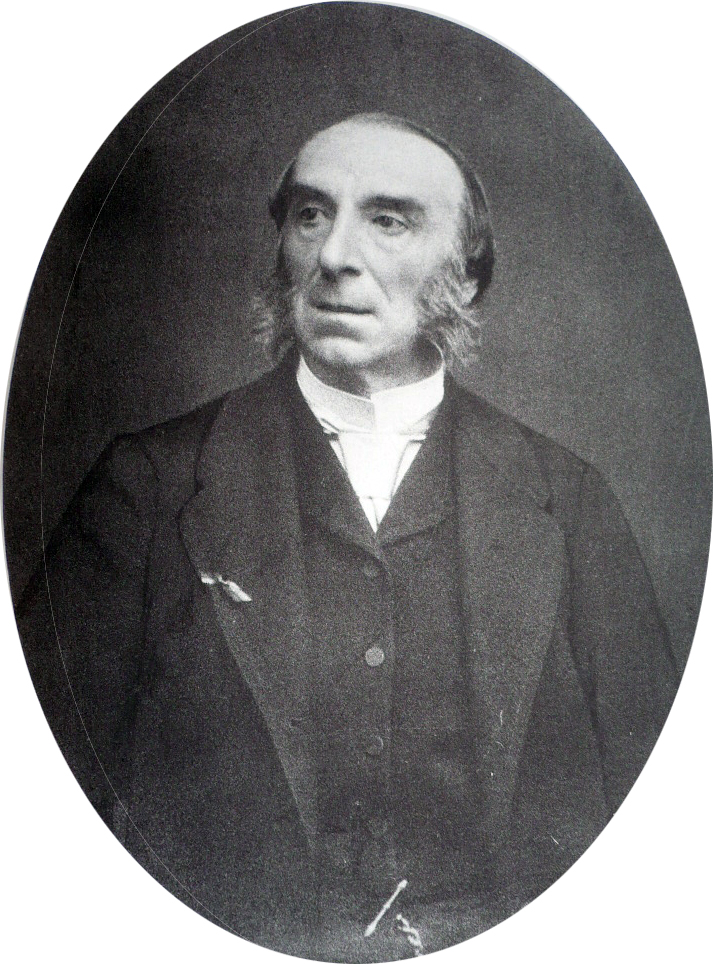
Nicolò Gabrielli

Nicolò Graf Gabrielli von Quercita (* 21. Februar 1814 in Neapel; † 14. Juni 1891 in Paris) war ein italienischer Komponist und Dirigent der Romantik.
Nachkomme einer Adelsfamilie aus Gubbio, am 12. August 1864 wird er zum Ritter der Ehrenlegion in Paris ernannt.

## Werke
Bühnenwerk
- I dotti per fanatismo, melodramma buffo 2 Akte (1835 Neapel)
- La lettera perduta (A. Pasaro), opera buffa 1 Akt (1837 Neapel)
- L’americano in fiera ossia Farvest Calelas (ders.), opera per musica 2 Akte (1837 Neapel)
- L’affamato senza danaro, farsa 1 Akt (1839 Neapel)
- Il padre della debutante (Passaro), commedia buffa 2 Akte (1839 Neapel)
- La marchesa e il ballerino, farsa 2 Akte (1840 Neapel)
- Il bugiardo veritiero (Passaro), opera buffa 2 Akte (1841 Neapel)
- Il condannato di Saragozza (Passaro), opera buffa 3 Akte (1842 Neapel)
- Sara ovvero La pazza di Scozia (I. Capecelatro), commedia 2 Akte (1843 Palermo)
- Il gemello (A. de Lauzières), commedia lirica 2 Akte (1845 Neapel)
- Una passeggiata sul palchetto a vapore (N. Tauro), commedia 1 Akt (1845 Neapel)
- Giulia di Tolosa (A. Trudi), tragedia lirica 3 Akte (1847 Neapel)
- Fiorina (A. Salvatore?), melodramma giocoso (1849 Neapel)
- Don Grégoire ou Le Précepteur dans l’embarras (T. Sauvage/A. de Leuven, nach G. Giraud), opéra comique 3 Akte (1859 Paris)
- Le Petit Cousin (H. de Rochefort/C. Deulin), opérette 1 Akt (1860 Paris)
- Les Memoires de Fanchette (C.-L.-E.Nuitter/N. Desarbres), opéra comique 1 Akt (1865 Paris)
- Weitere Bühnenwerke

Ballette
- Ester d’Engaddi (1837 Neapel)
- L’assedio di Sciraz (1840 Mailand)
- Gemma (1854 Paris)
- Les Elfes (1856 Paris)
- L’Étoiles de Messine (1861 Paris)
- 55 weitere Ballette (u. a. Edwige, Il raià di Benares, Le spose veneziane, Paquita, Les Almées, Yotte)

| Personendaten    | Personendaten                        |
| ---------------- | ------------------------------------ |
| NAME             | Gabrielli, Nicolò                    |
| ALTERNATIVNAMEN  | Gabrielli von Quercita, Nicolò Graf  |
| KURZBESCHREIBUNG | italienischer Komponist und Dirigent |
| GEBURTSDATUM     | 21. Februar 1814                     |
| GEBURTSORT       | Neapel                               |
| STERBEDATUM      | 14. Juni 1891                        |
| STERBEORT        | Paris                                |